# Trois jours de Vaucluse 2008
La Trois jours de Vaucluse 2008, seconda edizione della corsa valevole come prova del circuito UCI Europe Tour 2008 categoria 2.2, si svolse in 3 tappe dal 29 febbraio al 2 marzo 2008 per un percorso totale di 504 km, con partenza da Rasteau ed arrivo a Pertuis. Fu vinta dal francese Nicolas Vogondy del team Agritubel, che si impose in 12 ore 45 minuti e 20 secondi, alla media di 39,51 km/h.
Al traguardo di Pertuis 101 ciclisti portarono a termine la corsa.

## Tappe
| Tappa  | Data        | Percorso             | km    | Vincitore di tappa | Leader cl. generale |
| ------ | ----------- | -------------------- | ----- | ------------------ | ------------------- |
| 1ª     | 29 febbraio | Rasteau > Villelaure | 170,3 | Nicolas Vogondy    | Nicolas Vogondy     |
| 2ª     | 1º marzo    | Rognes > Rognes      | 165,1 | Julien Antomarchi  | Nicolas Vogondy     |
| 3ª     | 2 marzo     | Pertuis > Pertuis    | 168,6 | Timofej Krickij    | Nicolas Vogondy     |
| Totale | Totale      | Totale               | 504   |                    |                     |

## Squadre partecipanti
| N.    | Cod. | Squadra                       |
| ----- | ---- | ----------------------------- |
| 1-6   | VEN  | Vendée U                      |
| 7-12  | RB3  | Rabobank Continental Team     |
| 13-18 | GLS  | Team GLS-Pakke Shop           |
| 19-24 | TDK  | Team Designa Køkken           |
| 25-30 | HAD  | Hadimec-Nazionale Elettronica |
| 31-36 | PNB  | P-Nivo-Betonexpressz 2000     |
| 37-42 | VVE  | Van Vliet-EBH Elshof          |
| 43-48 | EQA  | Meitan Hompo-GDR              |
| 49-54 | RBR  | Rietumu Bank-Riga             |
| 55-60 | GIA  | Team Giant Espoirs            |
| 61-66 | CCC  | CCC Polsat Polkowice          |
| 67-72 | CR4  | Club Routier des 4 Chemins    |
| 73-78 | VCL  | La Pomme Marseille            |
| 79-84 | AEP  | AVC Aix-en-Provence           |

| N.      | Cod. | Squadra                             |
| ------- | ---- | ----------------------------------- |
| 85-90   | LYO  | VC Lyon Vaulx-en-Velin              |
| 91-96   | ETU  | Club cycliste Étupes le Doubs       |
| 97-102  | STO  | Groupe Gobert.com                   |
| 103-108 | KAT  | Team Katusha                        |
| 109-114 | ARH  | Atlas Romer's Hausbäckerei          |
| 115-120 | SCO  | SCO Dijon                           |
| 121-126 | TET  | Thüringer Energie Team              |
| 127-132 | FIK  | FidiBC.com                          |
| 133-138 | CCD  | Differdange-Apiflo Vacances         |
| 139-144 | AGR  | Agritubel                           |
| 145-150 | SEL  | Espoir Cycliste Saint-Étienne Loire |
| 151-156 | BEL  | Belgian National Team               |
| 157-162 | AUB  | Auber 93                            |

## Dettagli delle tappe

### 1ª tappa
- 29 febbraio: Rasteau > Villelaure – 170,3 km

Risultati
| Pos. | Corridore       | Squadra      | Tempo    |
| ---- | --------------- | ------------ | -------- |
| 1    | Nicolas Vogondy | Agritubel    | 4h21'48" |
| 2    | Jakob Fuglsang  | Designa Køk. | s.t.     |
| 3    | Benoît Luminet  | CR4C Roanne  | s.t.     |

| Pos. | Corridore       | Squadra      | Tempo    |
| ---- | --------------- | ------------ | -------- |
| 1    | Nicolas Vogondy | Agritubel    | 4h21'48" |
| 2    | Jakob Fuglsang  | Designa Køk. | s.t.     |
| 3    | Benoît Luminet  | CR4C Roanne  | s.t.     |

### 2ª tappa
- 1º marzo: Rognes > Rognes – 165,1 km

Risultati
| Pos. | Corridore         | Squadra       | Tempo    |
| ---- | ----------------- | ------------- | -------- |
| 1    | Julien Antomarchi | La Pomme Mar. | 4h16'00" |
| 2    | Freddy Bichot     | Agritubel     | s.t.     |
| 3    | Thomas Bodo       | Differdange   | a 46"    |

| Pos. | Corridore       | Squadra      | Tempo    |
| ---- | --------------- | ------------ | -------- |
| 1    | Nicolas Vogondy | Agritubel    | 8h38'41" |
| 2    | Jakob Fuglsang  | Designa Køk. | s.t.     |
| 3    | Nicolas Fritsch | AVC Aix      | a 9"     |

### 3ª tappa
- 2 marzo: Pertuis > Pertuis – 168,6 km

Risultati
| Pos. | Corridore            | Squadra      | Tempo    |
| ---- | -------------------- | ------------ | -------- |
| 1    | Timofej Krickij      | Team Katusha | 4h06'39" |
| 2    | Jonas Aaen Jørgensen | GLS-Pakke    | s.t.     |
| 3    | David Han            | SCO Dijon    | s.t.     |

| Pos. | Corridore       | Squadra      | Tempo     |
| ---- | --------------- | ------------ | --------- |
| 1    | Nicolas Vogondy | Agritubel    | 12h45'20" |
| 2    | Jakob Fuglsang  | Designa Køk. | s.t.      |
| 3    | Sergej Firsanov | Rietumu      | s.t.      |

## Evoluzione delle classifiche
| Tappa              | Vincitore          | Classifica generale | Classifica scalatori | Classifica a punti | Classifica giovani | Classifica a squadre |
| ------------------ | ------------------ | ------------------- | -------------------- | ------------------ | ------------------ | -------------------- |
| 1ª                 | Nicolas Vogondy    | Nicolas Vogondy     | Benoît Luminet       | Nicolas Vogondy    | Jakob Fuglsang     | Agritubel            |
| 2ª                 | Julien Antomarchi  | Nicolas Vogondy     | Julien Antomarchi    | Julien Antomarchi  | Jakob Fuglsang     | Agritubel            |
| 3ª                 | Timofej Krickij    | Nicolas Vogondy     | Julien Antomarchi    | Julien Antomarchi  | Jakob Fuglsang     | Agritubel            |
| Classifiche finali | Classifiche finali | Nicolas Vogondy     | Julien Antomarchi    | Julien Antomarchi  | Jakob Fuglsang     | Agritubel            |

## Classifiche finali

### Classifica generale
| Pos. | Corridore         | Squadra      | Tempo     |
| ---- | ----------------- | ------------ | --------- |
| 1    | Nicolas Vogondy   | Agritubel    | 12h45'20" |
| 2    | Jakob Fuglsang    | Designa Køk. | s.t.      |
| 3    | Sergej Firsanov   | Rietumu      | s.t.      |
| 4    | Nicolas Fritsch   | AVC Aix      | s.t.      |
| 5    | Benoît Luminet    | CR4C Roanne  | s.t.      |
| 6    | Jérémy Dérangère  | SCO Dijon    | a 1'02"   |
| 7    | Yukiya Arashiro   | Meitan Hompo | s.t.      |
| 8    | Andrius Buividas  | Étupes       | s.t.      |
| 9    | Jean Mespoulède   | Auber 93     | s.t.      |
| 10   | Aleksandr Mironov | Rietumu      | s.t.      |

### Classifica a punti
| Pos. | Corridore         | Squadra       | Punti |
| ---- | ----------------- | ------------- | ----- |
| 1    | Julien Antomarchi | La Pomme Mar. | 51    |
| 2    | Thomas Bodo       | Differdange   | 38    |
| 3    | Timofej Krickij   | Team Katusha  | 37    |
| 4    | Jakob Fuglsang    | Designa Køk.  | 36    |
| 5    | Nicolas Vogondy   | Agritubel     | 35    |

### Classifica scalatori
| Pos. | Corridore         | Squadra       | Punti |
| ---- | ----------------- | ------------- | ----- |
| 1    | Julien Antomarchi | La Pomme Mar. | 42    |
| 2    | Johnny Hoogerland | Van Vliet-EBH | 30    |
| 3    | Benoît Luminet    | CR4C Roanne   | 14    |
| 4    | Freddy Bichot     | Agritubel     | 14    |
| 5    | Thomas Bodo       | Differdange   | 13    |

### Classifica giovani
| Pos. | Corridore         | Squadra      | Tempo     |
| ---- | ----------------- | ------------ | --------- |
| 1    | Jakob Fuglsang    | Designa Køk. | 12h45'20" |
| 2    | Yukiya Arashiro   | Meitan Hompo | a 1'02"   |
| 3    | Andrius Buividas  | Étupes       | s.t.      |
| 4    | Aleksandr Mironov | Rietumu      | s.t.      |
| 5    | Eduardo Gonzalo   | Agritubel    | s.t.      |

### Classifica a squadre
| Pos. | Squadra      | Tempo     |
| ---- | ------------ | --------- |
| 1    | Agritubel    | 38h17'54" |
| 2    | SCO Dijon    | a 2'38"   |
| 3    | Auber 93     | s.t.      |
| 4    | Team Katusha | a 3'21"   |
| 5    | Vendée U     | a 3'44"   |